# Mikel Goñi Martikorena
Mikel Goñi Martikorena (Oronoz-Mugairi, Baztan (Navarra), 1977), més conegut com a Goñi II, és un jugador professional de pilota basca a mà, en la posició de davanter, en nòmina de l'empresa Aspe. Va debutar el 1996 al Frontó Beotibar de Tolosa.

## Carrera amb alts i baixos
És un pilotari molt carismàtic pel seu estil agressiu, per la seua personalitat (que li ha portat a nombroses discussions sobre la seua vida fóra de la cantxa de joc), i per les seues aparcions a televisió (al programa "El conquistador del fin del mundo" a ETB 2).
El 1998 Goñi II fitxà per l'empresa Aspe i el 2000 ja rebia les primeres advertències. Durant 2 anys fregà el cim de la seua carrera i s'acarà a primeres figures com Beloki o Barriola en desafiaments anhelats pel públic, puix sempre tingué la seua estima. El 2002, però, Aspe el retirà del campionat manomanista, perquè no volia arriscar-se a que no passara el control antidopatge. El 2003 la seua addicció a la cocaïna el forçà a entrar a un centre de rehabilitació. Després de diversos retorns a la competició professional, l'empresa Aspe li rescindí el contracte, i el pilotari navarrés fitxà per Ordago, amb la qual guanyà el Campionat d'Espanya manomanista. El 2007 tornà a Aspe.

## Palmarés
- Subcampió per parelles, 1999.